# یلگاوا ۲۴۷۰۹
سیارک ۲۴۷۰۹ (به انگلیسی: 24709 Mitau، نامگذاری:1991PE6) بیست و چهار هزار و هفتصد و نهمین سیارک کشف شده‌است که در ۶ اوت ۱۹۹۱ کشف شد.
قدر مطلق سیارک برابر ۳۲.۳ است.